# WWE Night of Champions
Night of Champions – zakończony cykl gal profesjonalnego wrestlingu produkowanych przez federację WWE w latach 2007–2015; 2023 i nadawanych na żywo w systemie pay-per-view oraz na WWE Network. Gala z 2007 była promowana pod nazwą Vengeance: Night of Champions, na której wszystkie tytuły federacji były bronione. W 2008 postanowiono zrezygnować z członu „Vengeance” i kontynuowano promocję jako Night of Champions, które w 2010 przeniesiono na wrzesień. W 2011 odbyły się gale Night of Champions oraz powracające na jeden rok Vengeance, które zastąpiło cykl WWE Bragging Rights w październiku 2011. W 2016 Night of Champions zostało zastąpione galą pod tytułem „Clash of Champions”; pomimo podobnego konceptu, Clash of Champions nie jest bezpośrednią kontynuacją poprzednika.

## Koncept
Zaczynając od 2007, koncept tego pay-per-view polegał na tym, iż wszyscy mistrzowie federacji musieli bronić swoich tytułów. Począwszy od 2010 na gali mogły odbywać się walki bez tytułów na szali.
- WWE Cruiserweight Championship (2007)
- ECW Championship (2007–2009)
- World Tag Team Championship (2007–2009)
- WWE Women’s Championship (2007−2010)
- World Heavyweight Championship (2007–2013)
- WWE Divas Championship (2009−2015)
- WWE Championship / WWE World Heavyweight Championship (2007−2015)
- WWE United States Championship (2007−2015)
- WWE Intercontinental Championship (2007−2015)
- WWE Tag Team Championship (2007–2015)

## Lista gal
| Gala                                          | Lokalizacja              | Arena                    | Walka wieczoru |
| --------------------------------------------- | ------------------------ | ------------------------ | --- |
| Vengeance: Night of Champions 24 czerwca 2007 | Houston, Teksas          | Toyota Center            | John Cena (c) vs. Mick Foley vs. Bobby Lashley vs. Randy Orton vs. King Booker Five-Pack Challenge o WWE Championship                   |
| Night of Champions (2008) 29 czerwca 2008     | Dallas, Teksas           | American Airlines Center | Triple H (c) vs. John Cena Singles match o WWE Championship                                                                             |
| Night of Champions (2009) 26 lipca 2009       | Filadelfia, Pensylwania  | Wachovia Center          | CM Punk (c) vs. Jeff Hardy Singles match o World Heavyweight Championship                                                               |
| Night of Champions (2010) 19 września 2010    | Rosemont, Illinois       | Allstate Arena           | Sheamus (c) vs. Wade Barrett vs. Chris Jericho vs. Edge vs. Randy Orton vs. John Cena Six-Pack Elimination Challenge o WWE Championship |
| Night of Champions (2011) 18 września 2011    | Buffalo, Nowy Jork       | First Niagara Center     | Triple H vs. CM Punk No Disqualification match                                                                                          |
| Night of Champions (2012) 16 września 2012    | Boston, Massachusetts    | TD Garden                | CM Punk (c) vs. John Cena Singles match o WWE Championship                                                                              |
| Night of Champions (2013) 15 września 2013    | Detroit, Michigan        | Joe Louis Arena          | Randy Orton (c) vs. Daniel Bryan Singles match o WWE Championship                                                                       |
| Night of Champions (2014) 21 września 2015    | Nashville, Tennessee     | Bridgestone Arena        | Brock Lesnar (c) vs. John Cena Singles match o WWE World Heavyweight Championship                                                       |
| Night of Champions (2015) 20 września 2015    | Houston, Teksas          | Toyota Center            | Seth Rollins (c) vs. Sting Singles match o WWE World Heavyweight Championship                                                           |
| Night of Champions (2023) 27 maja 2023        | Dżudda, Arabia Saudyjska | Jeddah Super Dome        | Kevin Owens i Sami Zayn (c) vs. The Bloodline (Roman Reigns i Solo Sikoa) Tag team match o Undisputed WWE Tag Team Championship         |
| Night of Champions (2025) 28 czerwca 2025     | Rijad, Arabia Saudyjska  | Kingdom Arena            | John Cena (c) vs. CM Punk Singles match o Undisputed WWE Championship                                                                   |

## Wyniki gal

### 2007
Vengeance: Night of Champions – gala wrestlingu wyprodukowana przez federację World Wrestling Entertainment (WWE). Odbyła się 24 czerwca 2007 w Toyota Center w Houston w Teksasie. Emisja była przeprowadzana na żywo w systemie pay-per-view. Była to siódma gala w chronologii cyklu Vengeance oraz pierwsza w chronologii cyklu Night of Champions. Tego samego dnia Chris Benoit, który miał zawalczyć podczas gali, zabił syna i żonę oraz popełnił samobójstwo.
Podczas gali odbyło się dziesięć walk, w tym jedna nietransmitowana w telewizji. Pojedynkiem wieczoru był Five-Pack Challenge o WWE Championship, gdzie John Cena obronił mistrzostwo pokonując Micka Foleya, Bobby’ego Lashleya, Randy’ego Ortona i King Bookera. Ponadto Edge pokonał Batistę i obronił World Heavyweight Championship, a Johnny Nitro zdołał pokonać CM Punka i zdobyć zawieszony ECW World Championship.
| Nr                                                                                    | Wyniki | Stypulacje                                         | Czas  |
| ------------------------------------------------------------------------------------- | --- | -------------------------------------------------- | ----- |
| 1D                                                                                    | Super Crazy pokonał Carlito                                                                                | Singles match                                      | –     |
| 2                                                                                     | Lance Cade i Trevor Murdoch (c) pokonali The Hardy Boyz (Matta i Jeffa Hardy’ego)                          | Tag team match o World Tag Team Championship       | 08:55 |
| 3                                                                                     | Chavo Guerrero (c) pokonał Jimmy’ego Wang Yanga                                                            | Singles match o WWE Cruiserweight Championship     | 10:16 |
| 4                                                                                     | Johnny Nitro pokonał CM Punka                                                                              | Singles match o zawieszony ECW World Championship  | 08:00 |
| 5                                                                                     | Santino Marella (c) pokonał Umagę przez dyskwalifikację                                                    | Singles match o WWE Intercontinental Championship  | 02:34 |
| 6                                                                                     | Montel Vontavious Porter (c) pokonał Rica Flaira                                                           | Singles match o WWE United States Championship     | 08:43 |
| 7                                                                                     | Deuce ’n Domino (c) (z Cherry) pokonali Sgt. Slaughtera i Jimmy’ego Snukę                                  | Tag team match o WWE Tag Team Championship         | 06:34 |
| 8                                                                                     | Edge (c) pokonał Batistę poprzez wyliczenie poza-ringowe                                                   | Last Chance match o World Heavyweight Championship | 16:50 |
| 9                                                                                     | Candice Michelle pokonała Melinę (c)                                                                       | Singles match o WWE Women’s Championship           | 04:07 |
| 10                                                                                    | John Cena (c) pokonał Micka Foleya, Bobby’ego Lashleya, Randy’ego Ortona i King Bookera (z Queen Sharmell) | Five-Pack Challenge o WWE Championship             | 18:08 |
| (c) – mistrz/mistrzyni przed walkąD – walka była dark matchem (nietransmitowana w TV) | |                                                    |       |

### 2008
Night of Champions (2008) – gala wrestlingu wyprodukowana przez federację World Wrestling Entertainment (WWE). Odbyła się 29 czerwca 2008 w American Airlines Center w Dallas w Teksasie. Emisja była przeprowadzana na żywo w systemie pay-per-view. Była to druga gala w chronologii cyklu Night of Champions.
Podczas gali odbyło się dziewięć walk, w tym jedna nietransmitowana w telewizji. W obydwu walkach wieczoru Triple H oraz Edge zachowali WWE Championship i World Heavyweight Championship pokonując kolejno Johna Cenę i Batistę. Prócz tego Kofi Kingston po raz pierwszy w karierze zdobył WWE Intercontinental Championship pokonując Chrisa Jericho.
| Nr                                                                                    | Wyniki                                                                     | Stypulacje                                        | Czas  |
| ------------------------------------------------------------------------------------- | -------------------------------------------------------------------------- | ------------------------------------------------- | ----- |
| 1D                                                                                    | Jeff Hardy pokonał Montela Vontavious Portera                              | Singles match                                     | –     |
| 2                                                                                     | John Morrison i The Miz (c) pokonali Finlaya i Hornswoggle’a               | Tag team match o WWE Tag Team Championship        | 08:46 |
| 3                                                                                     | Matt Hardy (c) pokonał Chavo Guerrero (z Bam Neelym)                       | Singles match o WWE United States Championship    | 09:22 |
| 4                                                                                     | Mark Henry pokonał Kane’a (c) i Big Showa                                  | Triple threat match o ECW Championship            | 08:18 |
| 5                                                                                     | The Legacy (Ted DiBiase i Cody Rhodes) (c) pokonali Hardcore Holly’ego (c) | Handicap match o World Tag Team Championship      | 01:28 |
| 6                                                                                     | Kofi Kingston pokonał Chrisa Jericho (c) (z Lance’em Cade’em)              | Singles match o WWE Intercontinental Championship | 13:28 |
| 7                                                                                     | Mickie James (c) pokonała Katie Lea Burchill (z Paulem Burchillem)         | Singles match o WWE Women’s Championship          | 07:17 |
| 8                                                                                     | Edge (c) pokonał Batistę                                                   | Singles match o World Heavyweight Championship    | 17:11 |
| 9                                                                                     | Triple H (c) pokonał Johna Cenę                                            | Singles match o WWE Championship                  | 21:38 |
| (c) – mistrz/mistrzyni przed walkąD – walka była dark matchem (nietransmitowana w TV) |                                                                            |                                                   |       |

### 2009
Night of Champions (2009) – gala wrestlingu wyprodukowana przez federację World Wrestling Entertainment (WWE). Odbyła się 26 lipca 2009 w Wachovia Center w Filadelfii w Pensylwanii. Emisja była przeprowadzana na żywo w systemie pay-per-view. Była to trzecia gala w chronologii cyklu Night of Champions.
Podczas gali odbyło się dziewięć walk, w tym jedna nietransmitowana w telewizji. Walką wieczoru była singlowa walka o World Heavyweight Championship, gdzie Jeff Hardy zdobył mistrzostwo pokonując mistrza CM Punka. Prócz tego odbył się Triple Threat match o WWE Championship, gdzie Randy Orton obronił tytuł pokonując Johna Cenę i Triple H’a. Jeri-Show (Chris Jericho i Big Show) pokonali The Legacy (Cody’ego Rhodesa i Teda DiBiasego) utrzymując Unified WWE Tag Team Championship.
| Nr                                                                                    | Wyniki | Stypulacje                                          | Czas  |
| ------------------------------------------------------------------------------------- | --- | --------------------------------------------------- | ----- |
| 1D                                                                                    | Cryme Tyme (Shad Gaspard i JTG) pokonali The Hart Dynasty (Tysona Kidda i Davida Hart Smitha)                       | Tag team match                                      | –     |
| 2                                                                                     | Jeri-Show (Chris Jericho i Big Show) (c) pokonali The Legacy (Cody’ego Rhodesa i Teda DiBiasego) poprzez submission | Tag team match o Unified WWE Tag Team Championship  | 12:08 |
| 3                                                                                     | Christian pokonał Tommy’ego Dreamera (c)                                                                            | Singles match o ECW Championship                    | 10:28 |
| 4                                                                                     | Kofi Kingston (c) pokonał Montela Vontavious Portera, The Miza, Carlito, Jacka Swaggera i Primo                     | Six-pack challenge o WWE United States Championship | 08:35 |
| 5                                                                                     | Michelle McCool (c) pokonała Melinę                                                                                 | Singles match o WWE Women’s Championship            | 06:12 |
| 6                                                                                     | Randy Orton (c) pokonał Johna Cenę i Triple H’a                                                                     | Triple Threat match o WWE Championship              | 22:23 |
| 7                                                                                     | Mickie James pokonała Maryse (c)                                                                                    | Singles match o WWE Divas Championship              | 08:36 |
| 8                                                                                     | Rey Mysterio (c) pokonał Dolpha Zigglera (z Marią)                                                                  | Singles match o WWE Intercontinental Championship   | 16:00 |
| 9                                                                                     | Jeff Hardy pokonał CM Punka (c)                                                                                     | Singles match o World Heavyweight Championship      | 14:56 |
| (c) – mistrz/mistrzyni przed walkąD – walka była dark matchem (nietransmitowana w TV) | |                                                     |       |

### 2010
Night of Champions (2010) – gala wrestlingu wyprodukowana przez federację World Wrestling Entertainment (WWE). Odbyła się 19 września 2010 w Allstate Arena w Rosemont w stanie Illinois. Emisja była przeprowadzana na żywo w systemie pay-per-view. Była to czwarta gala w chronologii cyklu Night of Champions.
Podczas gali odbyło się osiem walk, w tym jedna nietransmitowana w telewizji. Randy Orton pokonał Sheamusa, Wade’a Barretta, Johna Cenę, Edge’a i Chrisa Jericho w Six-Pack Elimination Challenge'u i zdobył WWE Championship. Ponadto Kane zdołał pokonać The Undertakera w No Holds Barred matchu i obronić World Heavyweight Championship, a Michelle McCool pokonała Melinę w Lumberjill matchu i zunifikowała WWE Women’s Championship oraz WWE Divas Championship.
| Nr                                                                                    | Wyniki                                                                                    | Stypulacje | Czas  |
| ------------------------------------------------------------------------------------- | ----------------------------------------------------------------------------------------- | --- | ----- |
| 1D                                                                                    | John Morrison pokonał Teda DiBiasego                                                      | Singles match | –     |
| 2                                                                                     | Dolph Ziggler (c) (z Vickie Guerrero i Kaitlyn) pokonał Kofiego Kingstona                 | Singles match o WWE Intercontinental Championship Jeżeli Ziggler zostanie zdyskwalifikowany lub odliczony, straci tytuł. | 12:42 |
| 3                                                                                     | Big Show pokonał CM Punka                                                                 | Singles match | 04:43 |
| 4                                                                                     | Daniel Bryan pokonał The Miza (c) (z Alexem Rileyem) poprzez submission                   | Singles match o WWE United States Championship                                                                           | 12:29 |
| 5                                                                                     | Michelle McCool (Co-Women’s Champion) pokonała Melinę (Divas Champion)                    | Lumberjill match unifikujący WWE Women’s Championship i WWE Divas Championship                                           | 06:34 |
| 6                                                                                     | Kane (c) pokonał The Undertakera                                                          | No Holds Barred match o World Heavyweight Championship                                                                   | 18:29 |
| 7                                                                                     | Cody Rhodes i Drew McIntyre wyeliminowali jako ostatnich Evana Bourne’a i Marka Henry’ego | Tag Team Turmoil match o WWE Tag Team Championship                                                                       | 11:42 |
| 8                                                                                     | Randy Orton pokonał Sheamusa (c), Wade’a Barretta, Johna Cenę, Edge’a i Chrisa Jericho    | Six-Pack Elimination Challenge o WWE Championship                                                                        | 21:28 |
| (c) – mistrz/mistrzyni przed walkąD – walka była dark matchem (nietransmitowana w TV) |                                                                                           | |       |

- Lista „lumberjillek”: Layla, Jillian Hall, Rosa Mendes, Kelly Kelly, The Bella Twins, Eve Torres, Gail Kim, Natalya, Alicia Fox, Maryse i Tamina

Tag Team Turmoil match
| Nr. wejściowy | Tag team                                             | Nr. eliminacji | Wyeliminowani przez                 |
| ------------- | ---------------------------------------------------- | -------------- | ----------------------------------- |
| 1             | The Hart Dynasty (David Hart Smith i Tyson Kidd) (c) | 1              | The Usos                            |
| 2             | The Usos (Jimmy i Jey Uso) (z Taminą)                | 3              | Evana Bourne’a i Marka Henry’ego    |
| 3             | Santino Marella i Vladimir Kozlov                    | 2              | The Usos                            |
| 4             | Evan Bourne i Mark Henry                             | 4              | Cody’ego Rhodesa i Drewa Mcintyre’a |
| 5             | Cody Rhodes i Drew McIntyre                          | Zwycięzcy      | –                                   |

Six-Pack Elimination Challenge
| Nr. eliminacji | Wrestler      | Wyeliminowany przez | Metoda eliminacji   | Czas        |             |
| -------------- | ------------- | ------------------- | ------------------- | ----------- | ----------- |
| 1              | Chris Jericho | Randy’ego Ortona    | RKO                 | 01:25       |             |
| 2              | Edge          | Johna Cenę          | Attitude Adjustment | 15:00       |             |
| 3              | John Cena     | Wade’a Barretta     | Wasteland           | 18:58       |             |
| 4              | Wade Barrett  | Randy’ego Ortona    | RKO                 | 20:32       |             |
| 5              | Sheamus (c)   | Randy’ego Ortona    | RKO                 | 21:28       |             |
| Zwycięzca:     | Randy Orton   | Randy Orton         | Randy Orton         | Randy Orton | Randy Orton |

### 2011
Night of Champions (2011) – gala wrestlingu wyprodukowana przez federację WWE. Odbyła się 18 września 2011 w First Niagara Center w Buffalo w Nowym Jorku. Emisja była przeprowadzana na żywo w systemie pay-per-view. Była to piąta gala w chronologii cyklu Night of Champions.
Podczas gali odbyło się osiem walk, w tym jedna nietransmitowana w telewizji. Walką wieczoru był No Disqualification match, w którym Triple H pokonał CM Punka. Oprócz tego John Cena zdobył WWE Championship pokonując Alberto Del Rio, zaś Mark Henry pokonując Randy’ego Ortona zdobył pierwszy raz w karierze World Heavyweight Championship.
| Nr                                                                                    | Wyniki | Stypulacje                                                                                            | Czas  |
| ------------------------------------------------------------------------------------- | --- | --- | ----- |
| 1D                                                                                    | Daniel Bryan pokonał Heatha Slatera poprzez submission                                                        | Singles match                                                                                         | 5:13  |
| 2                                                                                     | Air Boom (Evan Bourne i Kofi Kingston) (c) pokonali Awesome Truth (The Miza i R-Trutha) przez dyskwalifikację | Tag team match o WWE Tag Team Championship                                                            | 9:50  |
| 3                                                                                     | Cody Rhodes (c) pokonał Teda DiBiasego                                                                        | Singles match o WWE Intercontinental Championship                                                     | 9:43  |
| 4                                                                                     | Dolph Ziggler (c) (z Vickie Guerrero) pokonał Jacka Swaggera, Alexa Rileya i Johna Morrisona                  | Fatal-4-Way match o WWE United States Championship                                                    | 8:19  |
| 5                                                                                     | Mark Henry pokonał Randy’ego Ortona (c)                                                                       | Singles match o World Heavyweight Championship                                                        | 13:06 |
| 6                                                                                     | Kelly Kelly (c) (z Eve Torres) pokonała Beth Phoenix (z Natalyą)                                              | Singles match o WWE Divas Championship                                                                | 6:26  |
| 7                                                                                     | John Cena pokonał Alberto Del Rio (c) (z Ricardo Rodriguezem) poprzez submission                              | Singles match o WWE Championship                                                                      | 17:32 |
| 8                                                                                     | Triple H pokonał CM Punka                                                                                     | No Disqualification match Jeżeli Triple H przegra, straci posadę Chief Operating Officer (COO) w WWE. | 24:10 |
| (c) – mistrz/mistrzyni przed walkąD – walka była dark matchem (nietransmitowana w TV) | | |       |

### 2012
Night of Champions (2012) – gala wrestlingu wyprodukowana przez federację WWE. Odbyła się 16 września 2012 w TD Garden w Bostonie w stanie Massachusetts. Emisja była przeprowadzana na żywo w systemie pay-per-view. Była to szósta gala w chronologii cyklu Night of Champions.
Podczas gali odbyło się osiem walk, w tym jedna podczas pre-show. Pojedynek CM Punka i Johna Ceny o WWE Championship zakończył się remisem, więc Punk obronił mistrzostwo. Oprócz tego Sheamus pokonał Alberto Del Rio broniąc World Heavyweight Championship, a Team Hell No (Kane i Daniel Bryan) pokonali R-Trutha i Kofiego Kingstona i zdobyli WWE Tag Team Championship.
| Nr                                                                   | Wyniki                                                                       | Stypulacje                                                             | Czas  |
| -------------------------------------------------------------------- | ---------------------------------------------------------------------------- | ---------------------------------------------------------------------- | ----- |
| 1P                                                                   | Zack Ryder wygrał eliminując jako ostatniego Tensaia                         | Battle Royal wyłaniający pretendenta do WWE United States Championship | 05:43 |
| 2                                                                    | The Miz (c) pokonał Reya Mysterio, Cody’ego Rhodesa i Sin Carę               | Fatal 4-Way match for the WWE Intercontinental Championship            | 12:05 |
| 3                                                                    | Team Hell No (Kane i Daniel Bryan) pokonali R-Trutha i Kofiego Kingstona (c) | Tag team match o WWE Tag Team Championship                             | 08:30 |
| 4                                                                    | Antonio Cesaro (c) (z Aksaną) pokonał Zacka Rydera                           | Singles match o WWE United States Championship                         | 06:40 |
| 5                                                                    | Randy Orton pokonał Dolpha Zigglera (z Vickie Guerrero)                      | Singles match                                                          | 18:24 |
| 6                                                                    | Eve Torres pokonała Laylę (c)                                                | Singles match o WWE Divas Championship                                 | 07:05 |
| 7                                                                    | Sheamus (c) pokonał Alberto Del Rio (z Ricardo Rodriguezem i Davidem Otungą) | Singles match o World Heavyweight Championship                         | 14:25 |
| 8                                                                    | CM Punk (c) (z Paulem Heymanem) vs. John Cena zakończyło się remisem         | Singles match o WWE Championship                                       | 26:55 |
| (c) – mistrz/mistrzyni przed walkąP – walka miała miejsce w pre-show |                                                                              |                                                                        |       |

### 2013
Night of Champions (2013) – gala wrestlingu wyprodukowana przez federację WWE. Odbyła się 15 września 2013 w Joe Louis Arena w Detroit w stanie Michigan. Emisja była przeprowadzana na żywo w systemie pay-per-view. Była to siódma gala w chronologii cyklu Night of Champions.
Podczas gali odbyło się dziewięć walk, w tym jedna podczas pre-show. W walce wieńczącej galę Daniel Bryan pokonał Randy’ego Ortona i zdobył WWE Championship. Prócz tego Rob Van Dam pokonał Alberto Del Rio przez dyskwalifikację i nie odebrał mu World Heavyweight Championship, a Curtis Axel i Paul Heyman wspólnie pokonali CM Punka w No Disqualification Handicap Elimination matchu.
| Nr                                                                   | Wyniki | Stypulacje                                                                   | Czas  |
| -------------------------------------------------------------------- | --- | ---------------------------------------------------------------------------- | ----- |
| 1P                                                                   | The Prime Time Players (Darren Young i Titus O’Neil) wygrali eliminując jako ostatnich The Real Americans (Antonio Cesaro i Jacka Swaggera) (z Zebem Colterem) | Tag team turmoil match wyłaniający pretendentów do WWE Tag Team Championship | 11:14 |
| 2                                                                    | Curtis Axel (c) (z Paulem Heymanem) pokonał Kofi+ego Kingstona                                                                                                 | Singles match o WWE Intercontinental Championship                            | 13:54 |
| 3                                                                    | AJ Lee (c) pokonała Natalyę, Brie Bellę i Naomi poprzez submission                                                                                             | Fatal 4-Way match o WWE Divas Championship                                   | 05:34 |
| 4                                                                    | Rob Van Dam (z Ricardo Rodriguezem) pokonał Alberto Del Rio (c) przez dyskwalifikację                                                                          | Singles match o World Heavyweight Championship                               | 13:24 |
| 5                                                                    | The Miz pokonał Fandango (z Summer Rae) poprzez submission | Singles match                                                                | 07:49 |
| 6                                                                    | Curtis Axel i Paul Heyman pokonali CM Punka | No Disqualification Handicap Elimination match                               | 15:42 |
| 7                                                                    | Dean Ambrose (c) pokonał Dolpha Zigglera | Singles match o WWE United States Championship                               | 09:47 |
| 8                                                                    | The Shield (Seth Rollins i Roman Reigns) (c) pokonali The Prime Time Players (Darrena Younga i Titusa O’Neila)                                                 | Tag team match o WWE Tag Team Championship                                   | 07:27 |
| 9                                                                    | Daniel Bryan pokonał Randy’ego Ortona (c) | Singles match o WWE Championship                                             | 17:33 |
| (c) – mistrz/mistrzyni przed walkąP – walka miała miejsce w pre-show | |                                                                              |       |

Tag Team Turmoil match
| Nr. wejściowy | Team                                                                  | Nr. eliminacji | Wyeliminowani przez    |
| ------------- | --------------------------------------------------------------------- | -------------- | ---------------------- |
| 1             | 3MB (Heath Slater i Drew McIntyre) (z Jinderem Mahalem)               | 1              | Tons of Funk           |
| 2             | Tons of Funk (Brodus Clay i Tensai)                                   | 2              | The Real Americans     |
| 3             | The Real Americans (Antonio Cesaro i Jack Swagger) (z Zebem Colterem) | 4              | The Prime Time Players |
| 4             | The Usos (Jimmy i Jey Uso)                                            | 3              | The Real Americans     |
| Zwycięzcy     | The Prime Time Players (Darren Young i Titus O’Neil)                  | –              | 11:14                  |

### 2014
Night of Champions (2014) – gala wrestlingu wyprodukowana przez federację WWE. Odbyła się 21 września 2014 w Bridgestone Arena w Nashville w stanie Tennessee. Emisja była przeprowadzana na żywo za pośrednictwem WWE Network oraz w systemie pay-per-view. Była to ósma gala w chronologii cyklu Night of Champions.
Podczas gali odbyło się osiem walk. W walce wieczoru John Cena pokonał Brocka Lesnara przez dyskwalifikację i nie odebrał od niego WWE World Heavyweight Championship. Ponadto The Miz pokonał Dolpha Zigglera i stał się nowym posiadaczem WWE Intercontinental Championship, a Goldust i Stardust pokonali The Usos (Jimmy’ego i Jeya Uso) stając się nowymi właścicielami WWE Tag Team Championship.
| Nr                                 | Wyniki                                                                         | Stypulacje                                         | Czas  |
| ---------------------------------- | ------------------------------------------------------------------------------ | -------------------------------------------------- | ----- |
| 1                                  | Goldust i Stardust pokonali The Usos (Jimmy’ego i Jeya Uso) (c)                | Tag team match o WWE Tag Team Championship         | 12:47 |
| 2                                  | Sheamus (c) pokonał Cesaro                                                     | Singles match o WWE United States Championship     | 13:06 |
| 3                                  | The Miz (z Damienem Mizdowem) pokonał Dolpha Zigglera (c) (z R-Truthem)        | Singles match o WWE Intercontinental Championship  | 08:25 |
| 4                                  | Seth Rollins pokonał Romana Reignsa poprzez poddanie walki                     | Singles match                                      | 0:10  |
| 5                                  | Rusev (z Laną) pokonał Marka Henry’ego poprzez submission                      | Singles match                                      | 07:20 |
| 6                                  | Randy Orton pokonał Chrisa Jericho                                             | Singles match                                      | 16:23 |
| 7                                  | AJ Lee pokonała Paige (c) i Nikki Bellę poprzez submission                     | Triple threat match o WWE Divas Championship       | 08:41 |
| 8                                  | John Cena pokonał Brocka Lesnara (c) (z Paulem Heymanem) przez dyskwalifikację | Singles match o WWE World Heavyweight Championship | 14:21 |
| (c) – mistrz/mistrzyni przed walką |                                                                                |                                                    |       |